# Mike Burns (conteur)
Pour les articles homonymes, voir Burns et Mike Burns.
Mike Burns, né en Irlande, est un conteur québécois.

## Biographie
Mike Burns est né en Irlande où il a grandi dans une famille de conteurs. Il emménage à Montréal en 1984.
Ses contes proviennent de légendes et de contes de sa région natale. Certains sont millénaires et issus de la tradition orale la plus pure. Il conte en gaélique, en français et en anglais. Il écrit notamment : « Je vis un pied au Québec et une âme en Irlande. Mon père et ma grand-mère m’ont légué plusieurs centaines de contes traditionnels irlandais. Depuis près de 50 ans, je transmets ces récits, issus de la tradition orale la plus pure ».
Mike Burns a été invité à plusieurs reprises au Festival du Conte de Toronto et au Festival d’Arts Créatifs du Labrador. Il a été responsable du volet anglophone du Festival Interculturel du Conte de Montréal à ses débuts. En 2005, dans le cadre du Festival Les jours sont contés, il conte toute une nuit dans une École de danse, en Estrie.
Il conte fréquemment accompagné par le musicien Toby Kinsella, membre fondateur du groupe celtique Barde. Ils ont produit un enregistrement sur CD, The King of the Birds. Ils travaillent actuellement à un projet de livre accompagné d’un CD en français.
Mike Burns a été publié dans l’anthologie de conteurs canadiens Ghostwise (chez l’éditeur Dan Yashinsky). Son livre-cd Raconte-moi que tu as vu l’Irlande est publié chez Planète Rebelle au printemps 2003.
Il a également joué dans le film Sables Émouvants de Phillipe Bailucq, diffusé sur CBC en 2003.
Le groupe La parole écrit à son sujet : « Mike Burns est un roc : Le monde pourrait partir en poussière pendant qu’il raconte il n’en serait que peu affecté. Les yeux fermés, la voix basse, mais tranchante, l’Irlandais du Québec fait partie de la race des conteurs au long souffle, ancré dans la terre qu’il porte en lui ».
Il a raconté ses contes dans plusieurs continents. Il a fait des tournées en Europe, au Moyen-Orient ainsi qu'en Amérique du Nord.

Pour Mike Burns, conter est un geste politique. En effet, il confie lors d'une entrevue : 
« Je pense que le simple fait de conter est un geste quasiment politique. Réunir une centaine de personnes pour écouter un gars assis sur une chaise qui parle pendant 90 minutes, ça va à l'extérieur du modèle actuel de la société contemporaine », estime le conteur. « Et pourtant les gens en sortent béats, heureux, nourris. Je pense que le renouveau du conte et le fait que ça résonne tant, c'est parce que ça nous rend heureux de faire partie de cette sorte de partage ».
En plus de se consacrer aux contes, il sculpte et pratique le aïkido.

## Œuvre

### Recueils de contes
- Raconte-moi que tu as vu l'Irlande, Montréal, Planète rebelle, coll. « paroles », 2003, 64 p.  (ISBN 2922528359)
- Contes d'Irlande, Montréal, Planète rebelle, 2014, 93 p.  (ISBN 9782924174340)
- Ma tristesse sur la mer (livre sonore), Valence, Éditions Oui'dire, 2014, 61 min.  (ISBN 9782917333310)

### Collectifs
- Sur le chemin des contes (livre sonore), Montréal, Planète rebelle, 2006, 84 p., 68 min.  (ISBN 9782922528619)
- À l'ombre des oliviers (livre sonore), Valence, Éditions Oui'dire, 2014, 6 p., 57 min.  (ISBN 9782917333204)
- Coffret trad (avec Jocelyn Bérubé et Michel Faubert), Montréal, Planète rebelle, coll. « Parole », 2016,  (ISBN 9782924174913)

## Prix et honneurs
2012 : Désigné comme Story Save Teller